# Jenö war mein Freund
Jenö war mein Freund ist eine Kurzgeschichte des deutschen Schriftstellers Wolfdietrich Schnurre aus seinem 1958 erschienenen „Roman in Geschichten“ Als Vaters Bart noch rot war. Am Beispiel der Freundschaft zweier Jungen thematisiert Schnurre den Porajmos, den Völkermord an den europäischen Sinti und Roma während der Zeit des Nationalsozialismus. Seit ihrem Erscheinen wurde die Geschichte in vielen Lehrplänen als Schullektüre empfohlen.

## Inhalt
Der Ich-Erzähler schildert, wie er als Neunjähriger von dem ein Jahr jüngeren Sinti-Jungen Jenö angesprochen wird und sich mit ihm anfreundet. Trotz anfänglicher Bedenken wegen der Nachbarn erlaubt sein Vater ihm, Jenö zu sich nach Hause einzuladen. Der Ich-Erzähler und Jenö besuchen sich fortan regelmäßig. Jenös Besuche führen aufgrund von Jenös Verhalten zu Irritationen beim Erzähler und wiederholten Beschwerden der Hausbewohner beim Blockwart. Doch sein Vater nimmt Jenö trotz seiner Eigenarten vor allen und sogar dem Blockwart in Schutz. Trotzdem wird die Wohnwagen-Siedlung von Jenös Familie schließlich von SA und SS aufgelöst und die Familie wird deportiert, was von den alten Roma mit stummem Entsetzen, von den jungen mit ahnungsloser Unbeschwertheit aufgenommen wird. Auch der Erzähler ahnt nicht, welches Schicksal dem Jungen mit der Deportation bevorsteht. Er ist bloß traurig, dass sein Freund fort ist.

## Hintergrund

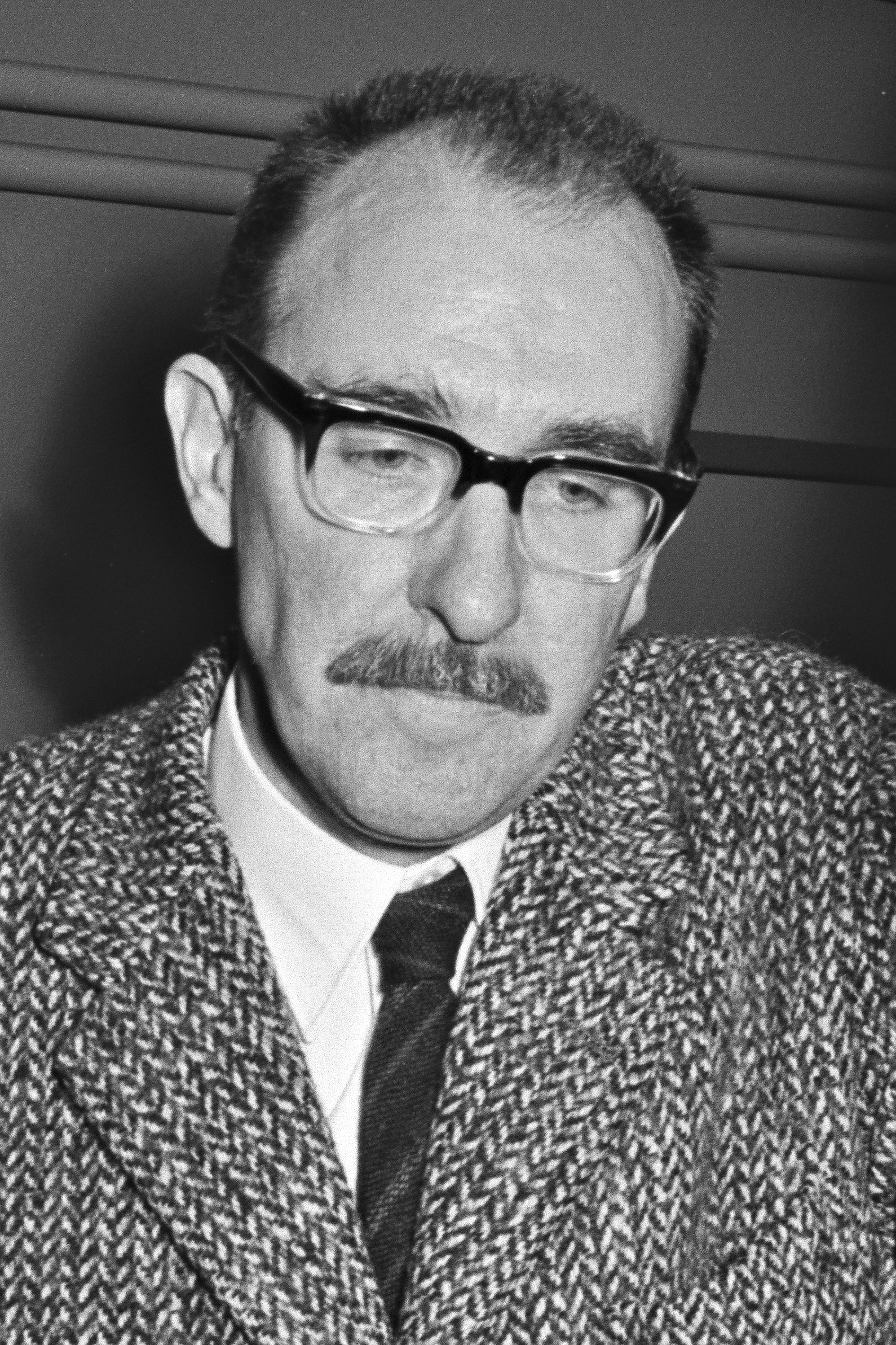
Wolfdietrich Schnurre (1967)

Wolfdietrich Schnurres Roman Als Vaters Bart noch rot war hat autobiografische Wurzeln. Zwar hat er den Figuren im Roman andere Namen gegeben, doch in einem Brief an eine Schülerin schrieb er 1963, dass er sich für den Inhalt verbürgen könne, „weil ich mit Bruno, dem kleinen Jungen, der es erzählt, identisch bin und die Zeit und den Zeithintergrund damals aus eigener Anschauung kenne. Und der Vater schließlich, die eigentliche Hauptfigur, der ist auch wirklich vorhanden, und er lebt auch Gott sei Dank noch“.
Auch die Figur Jenö geht auf einen realen Freund des jungen Schnurre mit dem Namen Karl Munkacz zurück. Tatsächlich lernte er den Jungen allerdings nicht mit 9 Jahren kennen, sondern nach unterschiedlichen Aussagen mit 11 oder 14 Jahren (also Anfang der 1930er Jahre). Er war auch nicht Augenzeuge der Deportation seines Freundes, für die Wilhelm Solms einen Zeitpunkt zwischen 1940 und 1943 annimmt. Dass Jenö in der Geschichte Rotwelsch spricht, legt eine Zuordnung zu den Jenischen nahe, die von den Nationalsozialisten als „weiße Zigeuner“ bezeichnet wurden. Schnurre nannte ihn in seinen Aufzeichnungen Der Schattenfotograf aber ausdrücklich einen Angehörigen der Sinti.

## Rezeption
Jenö war mein Freund ist ein Klassiker der Jugendliteratur und bis in die Gegenwart die am stärksten verbreitete Schullektüre über Sinti und Roma. Über viele Jahrzehnte hinweg war die Erzählung in den Lehrplänen fast aller deutschen Bundesländer empfohlen und fand sich zumeist in Lesebüchern für die 5. und 6. Klasse. Gemeinsam mit anderen Erzählungen erschien die Geschichte auch als Hörspiel mit Santiago Ziesmer als Ich-Erzähler.
Für Mona Körte verweist Schnurre „in wohlmeinender Absicht“ auf den Völkermord an den Sinti und Roma, schreibt in der Figur Jenös jedoch „die positiven wie negativen Klischees vom schlitzohrigen und stehlenden Zigeunerjungen“ fort, indem er dem Jungen „eine fundamentale Andersartigkeit“ unterstellt und ihn „auf seine Fremdheit reduziert“. Ohne dass der Junge in seinen Gebräuchen verstanden wird, tauscht der Vater des Erzählers, der eigentliche Held der Geschichte, bloß eine anfänglich „zigeunerfeindliche“ gegen eine „zigeunerfreundliche“ Haltung aus.
Laut Wilhelm Solms steht Jenö in der Erzählung für „den Zigeuner“ schlechthin. Er hat keine individuellen Merkmale, sondern ist aus antiziganistischen Klischees zusammengesetzt. Zwar appelliere Schnurre an den jugendlichen Leser, Jenö wegen seiner Andersartigkeit als Freund statt als Feind zu sehen, doch werden die Klischees damit lediglich anders bewertet. Letztlich bestätige die Geschichte die negativen Vorurteile gegen so genannte „Zigeuner“ statt sie abzubauen. Auch viele Handreichungen für Lehrer haben laut Solms dieser antiziganistischen Wirkung der Erzählung nicht entgegengearbeitet, sondern sie noch verstärkt.

## Sekundärliteratur
- Cordula Behrens-Naddaf: ‚Jenö war mein Freund‘. Unterrichtsthema: Deutsche Toleranz und Vernichtung. In: Context XXI.  Magazin  zur  Alpenbegradigung, Jahrgang 2004, Heft 6/7, S. 41–45.
- Heinz-Jürgen Kliewer: ‚Jenö war mein Freund‘: Zur Wirkungsgeschichte einer Erzählung von Wolfdietrich Schnurre In: Anita Awosusi (Hrsg.): Zigeunerbilder in der Kinder- und Jugendliteratur. Das Wunderhorn, Heidelberg 2000, S. 47–59.
- Wolfhard Kluge: „Was macht der Wind, wenn er nicht weht“? Von einer Kinderfrage, Christian Morgenstern und Wolfdietrich Schnurres ‚Jenö war mein Freund‘. Grammatiktheoretische und sprachdidaktische Überlegungen. In: Friedrich Kienecker und Peter Wolfersdorf (Hrsg.): Dichtung, Wissenschaft, Unterricht. Rüdiger Frommholz zum 60. Geburtstag. Schöningh, Paderborn 1986, S. 417–29.
- Wilhelm Solms: Gut gemeint. Dichtung über die Verfolgung und Vernichtung der Sinti und Roma. In: Christoph Suin de Boutemard (Hrsg.): „Von Deutschen überhaupt“: Mentalitätswandel zwischen aufklärerischem Kosmopolitismus und Nationalismus. Röhrig, St. Ingbert 2009, S. 190–204.